# Vexillatio
Un vexillatio era un destacament format ad hoc en l'exèrcit de l'Imperi Romà. Podia comprendre des d'una a diverses  cohorts d'una legió, fins a una barreja de centúries i decúries extretes de diverses unitats, legions i unitats auxiliars.
Al principi de l'Imperi, sota la dinastia Júlio-Clàudia, les unitats de l'exèrcit romà solien estar destinades a cobrir determinades funcions, però a partir de la dinastia Flàvia, a mesura que les unitats eren establertes en campaments estables i permanents, va ser cada vegada més difícil desplaçar unitats completes, excepte en el cas de grans campanyes. Per això es va recórrer progressivament a formar destacaments o vexillationes.
Al segle iii, els vexillationes van ser utilitzats com una eina flexible que permetia reunir tropes per controlar les nombroses situacions d'emergència a les quals es va veure sotmès l'Imperi, així, per exemple, Gai Suetoni Paulí durant la revolta Boudica es va enfrontar amb els britans amb la Legió XIV Gemina i un vexillatio de la Legió XX Valèria Victrix a la batalla de Watling Street, deixant la resta de la Legió XX Valeria Victrix defensant les fortificacions de la seva campanya a Gal·les. La formació d'un vexillatio es feia sempre de manera oficial, amb tots els requeriments jurídics. Sempre portaven un vexillarius amb un vexillum per identificar-la. Es podien formar per dos motius: a causa de la guerra, quan per reforçar una legió només es necessitaven algunes cohorts, que es destacaven al lloc del conflicte i es posaven a les ordres del general del territori on anaven. El comandant del vexillatio era un legat imperial des de l'època de Marc Aureli. En temps de Septimi Sever, que va organitzar grans expedicions, estaven a les ordres d'un senador. També es podia reunir un vexillatio per aixecar una fortificació o ocupar un lloc fronterer, cosa que no requeria gran quantitat d'homes. Normalment es confiava la feina a una cohort o s'agafaven legionaris triats d'una centúria. Anaven dirigits per un centurió.
Molts d'aquests destacaments es van anar fent definitius, de manera que sota Dioclecià i  Constantí I van acabar per convertir-se en alguna de les noves unitats militars del Baix Imperi Romà conegudes com a auxiliars palatins.